# Margaret Weis
Pour les articles homonymes, voir Weis.
Œuvres principales
- Série Lancedragon
- Série Les Portes de la mort

Margaret Baldwin Weis, née le 16 mars 1948 à Independence dans le Missouri, est une écrivaine de fantasy et une journaliste américaine. Elle est surtout connue pour avoir développé, avec Tracy Hickman, la série Lancedragon, inspirée du jeu de rôle Donjons et Dragons.

## Biographie

### Formation et débuts de sa carrière
Margaret Weis s'inscrit à l'Université du Missouri dans la ville de Columbia en 1970, où elle est obtient un diplôme en littérature. Par la suite, elle travaille pendant presque treize ans pour le journal Herald Publishing House à Independence, où elle commença comme relectrice, et finit comme rédactrice en chef du service de la presse commerciale.
Son premier livre, une biographie de Frank et Jesse James, fut publié en 1981.

### Lancedragon
En 1983, elle déménage à Lake Geneva (Wisconsin), pour occuper le poste de rédactrice chez TSR Inc., éditeur du jeu de rôle Donjons et Dragons. Elle devient membre de l'équipe d'auteurs responsables de l'univers de Lancedragon. 
Avec Tracy Hickman, elle écrit les premiers romans de la série Chroniques de Lancedragon, qui fut vendue à plus de vingt millions d'exemplaires à travers le monde.
Par la suite, elle continue sa collaboration avec Hickman sur d'autres romans dont la quadrilogie de L'Épée Noire, le cycle Les Portes de la mort, la trilogie de La Rose du Prophète ainsi que la trilogie de La Pierre souveraine. 
Elle a par ailleurs écrit une trilogie propre, Dragonvarld. Ses œuvres de science-fantasy comprennent la série inachevée Starshield, sa propre série, Star of the Guardian, et la série dérivée Mag Force 7 écrite avec son ex-époux Don Perrin. Elle avait par ailleurs commencé une série avec son fils, aujourd'hui décédé.
Weis est propriétaire de Sovereign Press, la maison d'édition du jeu de rôle Sovereign Stone, et de Margaret Weis Production, qui publie désormais les nouveaux suppléments D20 Dragonlance sous licence, Wizards of the Coast. Elle est coauteur du livre de règles Dragonlance (Wizards of the Coast, 2003) et coauteur du livre Dragonlance Age of Mortals édité par Sovereign Press en 2003.
Le premier livre de Weis de sa nouvelle série pour Tor Books, Mistress of Dragons, sortit en mai 2003, et fut acclamé par la critique. Dans cette série ont suivi Dragon's Son (2004) et Master of Dragons (2005).
Weis continue son travail sur Dragonlance avec une nouvelle série de romans pour Wizards of the Coast intitulée Dark Disciple (qui suit le développement du personnage de Mina après la trilogie de la Guerre des âmes) et avec Tracy Hickman, elle poursuit la série des Chroniques perdues. Des contrats de films sont en discussion pour plusieurs de ses romans, notamment pour les Chroniques qui seront finalement réalisées en dessin animé, après être parues en "comics" depuis 2004-2005.

### Vie personnelle
- Margaret Weis a eu deux enfants : Elizabeth et David Baldwin, qui est décédé. Après son divorce avec le père de ses enfants, elle se marie avec Don Perrin (en:Don Perrin), avec qui elle a coécrit plusieurs œuvres, avant de divorcer à nouveau.
- Elle a survécu à un cancer du sein et participe aux campagnes de luttes contre ce cancer et pour son diagnostic précoce.

## Œuvres
En tant que Margaret Baldwin (littérature pour enfants):
- Wanted : Frank and Jesse James, the Real Story
- Thanksgiving
- Computer Graphics (coécrit avec Gary Pack)
- Robots and Robotics (coécrit avec Gary Pack)
- The Boys who saves the Children
- Kisses of Death
- Fortune Telling

Puis, en tant que Margaret Weis (toujours en littérature pour enfants) :
- Endless Catacombs
- The Tower of Midnight Dreams

Ensuite, en tant que Margaret Weis (littérature adulte):
- Les Chroniques de Lancedragon coécrit avec Tracy Hickman :

1. Dragons d'un crépuscule d'automne (1984)
2. Dragons d'une nuit d'hiver (1984)
3. Dragons d'une aube de printemps (1985)

- Les Légendes de Lancedragon coécrit avec Tracy Hickman :

1. Le Temps des jumeaux (1985)
2. La Guerre des jumeaux (1985)
3. L'Épreuve des jumeaux (1985)

- Romans intermédiaires Lancedragon

1. Deuxième génération (1994) - recueil d'histoires courtes successives
2. Dragons d'une flamme d'été (1995)

- La Séquence de Raistlin :

1. Une âme bien trempée (1998, coécrit avec son 2d mari, Don Perrin)
2. Les Frères d'armes (1999)

- La Guerre des âmes (Lancedragon)

1. Dragons d'un coucher de soleil (2000)
2. Dragons d'une étoile perdue (2001)
3. Dragons d'une lune disparue (2002)

- Le Sombre Disciple (Lancedragon)

1. Ambre et Cendres (2009)
2. Ambre et Acier (2009)
3. Ambre et Sang (2009)

- Chroniques perdues (Lancedragon), reprenant les évènements "manquant" des trois premières chroniques

1. Dragons des profondeurs (2006)
2. Dragons des cieux (2007)
3. Le Mage aux sabliers (2008)

- en tant qu'éditrice, les recueils de nouvelles Lancedragon

1. Dragonlance Tales 1, vol 1 : La Magie de Krynn
2. Dragonlance Tales 1, vol 2 : Amour et Guerre
3. Dragonlance Tales 1, vol 3 : Les Petits Peuples de Krynn
4. Dragonlance Tales 2, vol 1 : Le Règne d'Istar (1992)
5. Dragonlance Tales 2, vol 2 : Le Cataclysme (1992)
6. Dragonlance Tales 2, vol 3 : La Guerre de la lance (1992)
7. Dragons de Krynn (1994) (etc.)
8. Dragons of Time (2007)

- en tant qu'éditrice, resources sur le monde de Lancedragon

1. Leaves From the Inn of the Last Home
2. The History of Dragonlance
3. More Leaves From the Inn of the Last Home
4. Leaves from the Inn of the Last Home III (prévu pour début 2008, produit par Margaret Weis Ltd.)

- La Légende de l'Épée noire (1988) coécrite avec Tracy Hickman :

1. La Naissance de l'épée
2. La Malédiction de l'épée
3. Le Triomphe de l'épée
4. La Renaissance de l'épée (1997)

- La trilogie de la Rose du Prophète (1989) coécrite avec Tracy Hickman :

1. Le Désir du dieu errant
2. Le Paladin de la nuit
3. Le Prophète d'Akhran

- L'Étoile des gardiens (1990-1993)

1. La Quête du roi
2. L'Épreuve du roi
3. Le Sacrifice du roi
4. La Légion fantôme

- Mag Force 7, série faisant suite à l'Etoile des Gardiens, coécrite avec Don Perrin

1. Knights of the Black Earth
2. Hung Out
3. Robot Blues

- Les Portes de la mort (1990-1994) coécrite avec Tracy Hickman :

1. L'Aile du dragon, Pocket, coll Science-fiction, 1992 ((en) Dragon Wing, 1990)
2. L'Étoile des Elfes, Pocket, coll Science-fiction, 1992 ((en) Elven Star, 1990)
3. La Mer de feu, Pocket, coll Science-fiction, 1993 ((en) Fire Sea, 1991)
4. Le Serpent mage, Pocket, coll Science-fiction, 1993 ((en) Serpent Mage, 1992)
5. La Main du chaos, Pocket, coll Science-fiction, 1995 ((en) The Hand of Chaos, 1993)
6. Voyage au fond du labyrinthe, Pocket, coll Science-fiction, 1995 ((en) Into the Labyrinth, 1993)
7. La Septième Porte, Pocket, coll Science-fiction, 1996 ((en) The Seventh Gate, 1994)

- Le Bouclier des étoiles (1996-1998) coécrite avec Tracy Hickman, série inachevée :

1. Sentinelles (1996)
2. L'Épée de la nuit (1998)

- La Pierre souveraine (2000-2003)  coécrite avec Tracy Hickman :

1. Le Puits ténébreux (2000)
2. Les Gardiens de la pierre (2001)
3. Journey into the Void (2003, titre non sorti en France actuellement)

- Dragonvarld (2003-2005)

1. Mistress of Dragons (2003)
2. Dragon's Son (2004)
3. Master of Dragons (2005)

- Les Vaisseaux-Dragons (2009-2016) (en) Dragonships of Vindras coécrit avec Tracy Hickman :

1. Os du Dragon (Les) (2011)  (ISBN 978-2352945086) (en) Bones of the Dragon (2009) ;
2. Secret du Dragon (Le) (2012)   (ISBN 978-2352945604) (en) Secret of the Dragon (2010) ;
3. (en) Rage of the Dragon (2012), non traduit ;
4. (en) Doom of the Dragon (2016), non traduit.

Notamment en tant que Margaret Weis (éditrice de jeux de rôle)
1. Dragons of Dreams (DL10)
2. DragonLance : Univers (Campaign Setting en v.o)
3. DragonLance : Age of Mortals